# ちょっと江戸まで
『ちょっと江戸まで』（ちょっとえどまで）は、津田雅美による日本の漫画作品。『LaLa』（白泉社）において、2008年11月号から2011年10月号まで連載された。単行本は全6巻。
歴史漫画ではあるが、維新がなく、江戸時代が405年も続いているというパラレルな設定なため、微妙に現代風味な内容となっている。また、一風変わった恋愛要素があるのも特徴。

## 物語
ここは、江戸開府405年後の江戸時代――。大身旗本にして江戸町奉行の貴晄は、父の今際の言葉からもう一人の弟妹の存在を知る。腹心・正成を使いに出し、出会った子供・そうびは幼少の貴晄そっくり!! 正成の誘いで江戸へやってきたそうびは一体どうなる!?

## 登場人物

### 桜井家関係
桜井 そうび（さくらい そうび）
本作品の主人公。2月14日生まれ。男性的な外見をしている故に男の子に間違われるが、身なりをきちんとすれば美少女である。母は彼女を生んですぐに他界したため、箱根の山奥の村で母方の祖父母に育てられるも、彼女が5歳の時に祖父母も他界する。身寄りを無くしてからは、箱根の宿場町で働かせてもらっていた。
亡き母からの品としては、桜井家の家紋を施した七曜の印籠と、母の思い出から名付けられた「そうび」という名前のみ。「そうび」とは、薔薇の古い呼び方である。
江戸の桜井家に引き取られてからは学校に通わせてもらうなど、かなり良い待遇を受けている。後輩の女子には「男の人よりかっこいい」と騒がれる。無意識に父親譲りのセクシーフェロモンを振りまいている。兄に喜んでもらいたいために慣れないお嬢様教育を受けるなど、かなりのブラコン。
迪聖に対して恋愛感情は意識したことは無いが、迪聖の爽への態度を見て「邪悪な」感情が生まれた。最終話において、後に迪聖の正妻となり3人の子供を出産した。
桜井 貴晄（さくらい きおう）
桜井家現当主であり、そうびの母違いの兄でもある。南町奉行所の町奉行。クールビューティ（無表情）なのだが、何故か年上の男性に人気の様子。既婚者。最終話において、百合華との間に産まれた息子が登場している。
神谷 正成（かみや まさなり）
桜井家現当主・貴晄の忠実な家臣（近習）。先代の残した、貴晄の母違いの兄弟の世話（就職や結婚など）をしたりした。そうびを箱根まで探しに行き、貴晄に似ていたことと身寄りが無かったため不憫に思い、江戸・桜井家へ来るように申し出る。
文武両道の凄い人。小梅という漬物名人の妻がいる。
桜井 百合華（さくらい ゆりか）
現桜井家当主・貴晄の妻。やや天然のようで、そうびを「ローズちゃん」（そうび＝薔薇→ローズ）、自分を「リリー」（百合＝リリー）と呼ぶ。毎週日曜には女の子講座と称してそうびがやってくるも、そうびは百合華が苦手な様子。
神谷 小梅（かみや こうめ）
桜井家家臣・神谷正成の妻。漬物名人のようで、貴晄も彼女の漬ける漬物が好物。明るく元気な女性だが心配性の面もあり、よく物陰からそうびや正成の稽古を覗いてはハラハラしている。実は正成とは超年の差夫婦と判明（その差25歳）。現在は正成との第一子を妊娠中。最終話では同じ顔の息子が登場している。同じ顔の弟と妹がいる。
桜井家先代
そうびと貴晄の父。名前は不明。本編冒頭で亡くなった。ラテン系の「チョイ悪セクスィー旗本」であり、フェロモンを振りまいて子供を作りまくったとのこと。

### 水戸家
水戸 迪聖（みと みちさと）
水戸家世嗣（嫡男）。愛称「ミッシェル」。お坊ちゃま故にかなりの我が侭だが、それでいて威張ったりなどはしない。逆に、一般市民に迷惑をかける旗本不良息子をたしなめたりするなど、「弱きを助ける」。
ロングヘアが特徴の美人で、見た目がかなり女の子っぽい。後輩の女子は「女子よりかわいい…」と気落ちした。老若男女問わず人気者である。
そうびに対して恋愛感情を持っていた模様。最終話では、そうびと結婚し、彼女との間に3人の子をもうけている。
橘 十郎（たちばな じゅうろう）
水戸家家臣の子供達の中でかなり優秀だったため、迪聖のお供にと呼ばれてきた。迪聖の着替えなどの世話一切をやっている。「勉強」と称して江戸まっぷなどをこっそり読んでいた。
顔のそっくりな兄弟がいる（判っているだけで七郎左衛門、甚八、新九郎、弟・拾壱）。
水戸 悧勲（みと としこと）
水戸藩藩主。愛称「リチャード」。迪聖のことはかなり甘やかしている様子。時々お忍びで町に出かけているらしい。
佐々（さっさ）
水戸藩家臣。悧勲や迪聖が町に出かける時はお供に呼ぶ。見た目は飄々とした男性だが、仕事の腕前は相当な物。
名前は『水戸黄門』の「助さん」のモデルである佐々宗淳から。
安積（あさか）
水戸藩家臣。佐々とコンビで、悧勲や迪聖が町に出る時はお供に呼ばれる。一見、何を考えているのか判らない雰囲気だが、仕事は相当な腕前。
名前は『水戸黄門』の「格さん」のモデルである安積澹泊から。

### その他
誠七（せいしち）
白泉屋発行のゴシップ新聞「ハクスポ」の記者。迪聖を対象とした記事を書いたが、それゆえに事件に巻き込まれかけるも、迪聖に助けられる。迪聖たちに個人的に呼び出されては一緒に歌舞伎鑑賞に行ったりしているが、迪聖いわく「情報通だから」らしい。
妖怪（ようかい）
第十話に出てきた妖怪（多分）。そうび達の通う学校にいつの間にか影の無い人間の姿で現れた。腹の空いた迪聖に片腕を「食べるように」と差し出したりした。その後も時々学校にいる様子。
艶也（えんや）
とてつもないフェロモンを振りまく実力派歌舞伎役者。誠七いわく「江戸で最もエロい男」。出生に謎がある。
ニコライ
江戸の相撲取り。天狼の弟弟子だが乙女的趣味を持つ（オトメン）。北の異国生まれだが、乗っていた船が遭難、日本の村に漂着しそこで育つ。体格が良いために江戸で相撲取りになるも、気が進まず部屋を脱出した。迪聖に助けられて仕えることとなったが、相撲への想いが募り、古傷が再発した天狼の試合を見たことを切っ掛けに再び相撲の世界に戻った。
エルネスト来日時のクリスマスパーティーではサンタクロースの格好をし、またフロランスやそうびのドレスアップを行った。
天狼（てんろう）
江戸の相撲取り。ニコライの兄弟子。相撲のことしか考えていない。
島津 爽（しまづ さわ）
薩摩藩主の3女。一見そうび同様りりしい「イケメン」。文武両道。ハクスポで迪聖の評判を聞き、会いたくなったために昌平坂中学に転入して来る。そうびや迪聖たちと行動を共にし、打ち解けてくるも、ある理由から学校を去って行った。
シュロ
本名は不明。侍の屋敷を狙う集団「赤鴉」のメンバー。情報を仕入れるために偶然を装いそうびに近付く。最初は金品を奪うだけの集団であったが、行動に歯止めが利かなくなり、殺人まで犯すようになった「赤鴉」の存在に疑問を持つ。奉行所の罠に掛かり捕縛される所をそうびに助けられる。そうびの優しさと迪聖の説得に耳を傾け、ある決意をする。
エルネスト
迪聖の友人。フランスの貴族で伯爵の爵位を持つ。日本語が上手い。「MANGA」が好きで特に『ベルばら』のファン。迪聖を口説いているように見えたことから、フロランスに男色の趣味があるかと疑われた。旅の礼にとクリスマスパーティーを企画する。
フロランス
伯爵の乳兄弟でボディガード兼お目付役である男装の麗人。エルネストの女性好き（かわいければ男性にも）に苦労している。クリスマスパーティーではそうびのアイデアで迪聖見立てのドレスを着て、エルネストを驚かせた。
徳川 碩久（とくがわ ひろひさ）
紀州藩・徳川家跡取り。通称「ジャック」。廸聖とはいとこ同士。身長185センチメートルの筋肉質で見た目・体格がいいことから男臭いと言われている。文武両道に秀でている。お付きの家臣に右近と左近がいる。
圭次（けいじ）
あびの藩出身の新進気鋭の絵師。絵の才能を藩主らに見込まれ、昌平坂学校に通わせてもらう。事情により飢饉状態だった藩が、妖怪の助言により回復を見せる。
高坂 弦志郎（こうさか げんしろう）
南町奉行所・与力。父を亡くし家督を継いだが、上司でありそうびの兄である貴晄の薦めにより、昌平坂高等部へ編入してくる。
文武両道の凄い人で、そうびが非常に懐いていた。廸聖が女性だった場合、好みのタイプだということが悩みの種。
涼音（すずね）
迪聖の実母。現在は故人。幼い頃に両親を亡くし、親類の家で育った。迪聖に生き写しの美しい容姿をしており、そのため生まれ育った田舎では、他の人々から好奇な目で見られていた。その後そのことが原因で色々あり、村を出てある老夫妻に引き取られ実の娘の様に可愛がられて暮らしていた。16の時に徳川家の子息であり自らの恩人で密かに想いを寄せていた迪聖の父親と1日だけ共に過ごすことが叶い、迪聖を授かるがその2年後に迪聖を遺しこの世を去った。

## 用語解説
昌平坂中学・高等学校
そうびや迪聖らが通う学校で、正式名称は「江戸幕府立 昌平坂中学・高等学校」。
元は「昌平坂学問所」といい、本来は幕臣（旗本、御家人など）が通う教学機関だったが、この漫画では平成20年（2008年）の江戸時代という設定から、身分の上下関係無く学問が出来る施設となっている。
組分けは「い組」が侍や武士クラス、「ろ組」が農民クラス、「は組」が町民（工商）クラス、となっている。農閑期になると「ろ組」の生徒の出席率が上昇する。
カラクリ自動販売機
現代でいうジュースなどの自動販売機。
販売機の中身は主に清涼飲料水やお茶など、現代とさほど変わりは無いが、容器がペットボトルなどではなく竹筒を利用している物と思われる。1本約4文（現代に換算すると約100円）。
ヌメール
水戸藩のゆるキャラ。見た目は納豆のような豆の形をしているが、一粒がソラマメ並みの大きさで、細めの目が描いてある。ヌメヌメしているので、ワラの入れ物に詰める。大人気らしい。
納豆バープレミアム
納豆50パック分の栄養がある水戸藩特製の栄養バー。

## 書誌情報
- 津田雅美 『ちょっと江戸まで』 白泉社〈花とゆめコミックス〉、全6巻、単行本の表紙には各種言語でタイトルが書かれている。また、カバーの色は歌舞伎の定式幕を模して配色されており[1]（1巻から順に、萌葱色→黒→柿色）、作者は本作を10巻以内かつ3の倍数の巻数でまとめることを意識していた[2]。
  1. 2009年1月10日初版発行、2009年1月5日発売 ISBN 978-4-592-18621-2 タイトル：ローマ字、描き下ろしページ/コマ多数あり。
  2. 2009年8月10日初版発行、2009年8月5日発売 ISBN 978-4-592-18622-9 タイトル：日本語（漢字）、描き下ろしページ/コマ多数あり。
  3. 2010年3月10日初版発行、2010年3月5日発売 ISBN 978-4-592-18623-6 タイトル：中国語、描き下ろしページ/コマ多数あり。
  4. 2010年10月10日初版発行、2010年10月5日発売 ISBN 978-4-592-18624-3 タイトル：朝鮮語（ハングル）、描き下ろしページ/コマ多数あり。
  5. 2011年5月10日初版発行、2011年5月2日発売 ISBN 978-4-592-18625-0 タイトル：インドネシア語、描き下ろしページ/コマ多数あり。
  6. 2011年11月10日初版発行、2011年11月4日発売 ISBN 978-4-592-18626-7　タイトル：フランス語、描き下ろしページ/コマ多数あり。